# Drapeau des îles Pitcairn
Le Drapeau des Îles Pitcairn, colonie britannique de l'océan Pacifique, fut créé par le Conseil de l'île en décembre 1980 mais il ne fut approuvé par la reine Élisabeth II qu'au mois d'avril 1984 et hissé le mois suivant lors de la visite du gouverneur Richard Stratton.
Le drapeau est formé du Blue Ensign comme la plupart des territoires britanniques d'outre-mer associé aux armoiries du pays sur le battant. Sur le blason est représenté l'ancre du navire HMS Bounty qui fait évidemment référence aux mutins du navires qui, recherchés par la Royal Navy, débarquent sur l'île en janvier 1790. Elle est accompagnée d'une bible qui symbolise l'héritage chrétien de la communauté. Les deux couleurs du blason sont le vert pour la nature de l'île et le bleu de l'océan.
Au-dessus, on trouve un heaume avec au sommet une brouette transportant un plant de bois de rose en fleur, représentant l'agriculture.